# 无精液症
无精液症（英語：Aspermia）常指在射精过程中完全没有精液射出的症状，（不要与无精子症混淆，无精子症是指精液中完全没有精子），无精液症同样导致男性不育。
无精液症通常由逆行射精所造成，这一原因可以通过服用药物或前列腺手术缓解。
无精液症的其他原因还有射精管梗阻、雄激素缺乏等。